# Fruela Fernández
Fruela Fernández Iglesias, né le 19 novembre 1982 Langreo, est un poète espagnol en langue castillane. 

## Biographie
Diplômé de l'Université de Salamanque, il a obtenu un doctorat en Traduction et Interprétation de l'Université de Grenade avec une thèse sur critique littéraire et littérature traduite en Espagne (thèse: La réception critique de littérature traduite en Espagne (1999-2008), apports à une sociologie de la littérature transnationale). Il a codirigé le festival international de poésie Cosmopoética (festival littéraire de Cordoue) entre 2010 et 2014. Son oeuvre apparaît dans des divers relevés et anthologies de la poésie récente.

## Publications
Poésie
- La famille socialiste (La Belle Varsovie: Madrid, 2018).
- Une paix européenne (Pre–Textos: Valence, 2016).
- Folk (Pre–Textos: Valence, 2013).
- Cercles (KRK Édiciones: Oviedo, 2001).

Éditions
- VV.AA, Galerie de portraits (Llibros du Pexe: Gijón, 2004).

Traductions
- Hugo von Hofmannsthal: Pour un dieu non né (Pre–Textos: Valence, 2005).
- Marie Luise Kaschnitz: Lieux (Pre–Textos: Valence, 2007).
- Kevin Vennemann: Près de Jedenew (Pre–Textos: Valence, 2008).
- Patrick Kavanagh: La faim et autres poèmes (Pre–Textos: Valence, 2011).
- Georges Rodenbach: Brujas la muerta (Vaso Roto: Madrid et Ville de Mexico, 2011).
- Franz Kafka: Dessins (Sexto Piso: Madrid et Ville de Mexico, 2011).
- Wilfried Stroh: Le latin est mort, vive le latin! (Édiciones del Subsuelo: Madrid, 2012).

Dans des anthologies
- La logique d'Orphée, de Luis Antonio de Villena, éditeur, Madrid, Visor, 2003.
- Vingt-cinq poètes espagnols jeunes, d'Ariadna G. García, Guillermo López Gallego, et Álvaro Tato, coords., Madrid, Hiperión, 2003.
- Fenêtres grandes: versants de la poésie actuelle en Asturies, de Leopoldo Sánchez Torre, éditeur, Oviedo, KRK Éditions, 2006.
- Dernière poésie espagnole, de Rafael Morales Barba, éditeur, Madrid, Mare Nostrum, 2007.
- La maison du poète. Anthologie, d'Antonio Manilla et Román Piña, éditeurs, Majorque, La Bolsa de Pipas/La Noche Polar, 2008.
- Deshabitados, De Juan Carlos Avril, éditeur, Grenade, Maillot Amarillo, 2008.
- Poésie en Mutation, d'Antonio Jiménez Morato, éditeur, Barcelone, Alpha Decay, 2010.
- L'intelligence et la hache, de Luis Antonio de Villena, éditeur, Madrid, Visor, 2010.
- Tout est poésie à Grenade. Panorama poétique (2000-2015). José Martín de Vayas (anthologue). Grenade: Esdrújula Ediciones, 2015.